# Andancette
Andancette is een gemeente in het Franse departement Drôme (regio Auvergne-Rhône-Alpes). De plaats maakt deel uit van het arrondissement Valence. Andancette telde op 1 januari 2022 1.308 inwoners.

## Geografie
De oppervlakte van Andancette bedraagt 5,98 vierkante kilometer; de bevolkingsdichtheid is 224 inwoners per km² (per 1 januari 2019).

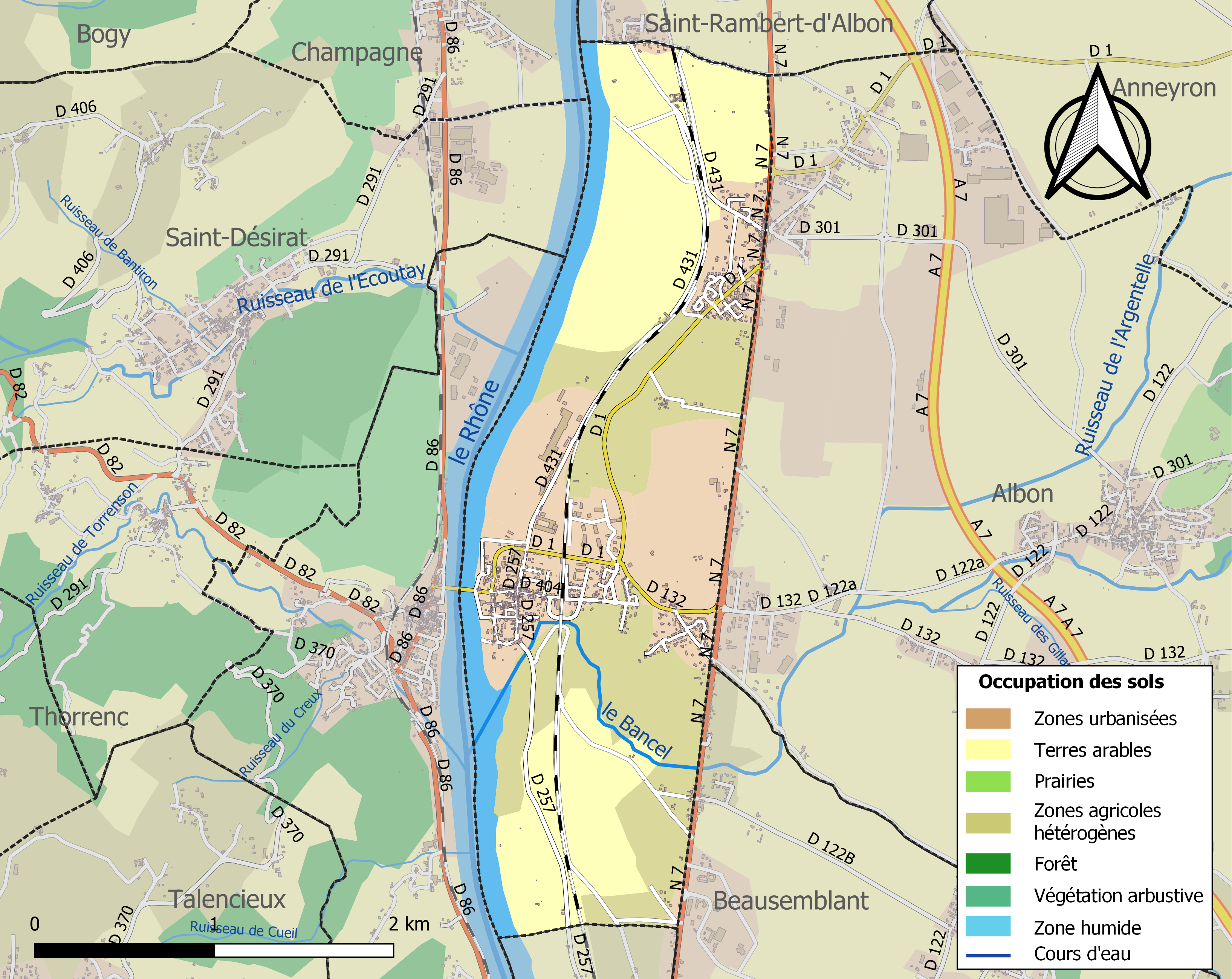
Kaart van de gemeente met belangrijkste infrastructuur, bodemgebruik en omliggende gemeenten

## Verkeer en vervoer
In de gemeente ligt het gesloten spoorwegstation Andancette.

## Demografie
Onderstaande figuur toont het verloop van het inwonertal (bron: INSEE-tellingen).